# 脂肪幹細胞移植
脂肪幹細胞移植 (しぼうかんさいぼういしょく)は、従来の脂肪移植の欠点を補完する目的で開発された医療技術であり、からだの軟部組織の増大を目的とした医療技術である。幹細胞の組織再生に関する機能を活用した再生医療技術である。因みに、脂肪幹細胞は間葉系幹細胞に属する、豊富な多能性を持った幹細胞である。間葉系幹細胞には脂肪幹細胞以外にも骨髄に含まれる幹細胞があり、医療への応用が進んだ幹細胞であると言える。国内では1990年代末に東京大学に開設された美容外科における研究開発の蓄積をもとに、バイオテクノロジーベンチャー企業が創業され、両者の共同研究の成果として世界に先駆けて、脂肪幹細胞移植が、臨床研究を経て、CAL（Cell Assisted Lipotransfer 細胞付加型脂肪移植）という名称で実用化されている。美容外科領域における脂肪は入手が比較的容易なヒト組織であるので、研究開発に取り組み易い。現在は脂肪幹細胞を、バストの増大や乳房再建、バストのアンチエイジング、顔のアンチエイジングなど、身体の脂肪組織の増大に用いているが、将来的には幹細胞の多能性を活用した多様な再生医療に発展することが期待される。

## 概要
その応用は、顔や手甲など多様なからだの部位に及ぶが、特に乳房は容積の9割が脂肪組織といわれ、脂肪幹細胞移植の主たる適用部位となっている。美容目的の豊胸や乳房のアンチエイジング、漏斗胸の整容的治療、乳がんで乳房を切除した患者の乳房再建などの目的で、脂肪幹細胞移植が実施されている。東京大学医学部が1990年代後半に、当時の国立大学では希少な学術分野である美容外科を開設し、脂肪幹細胞移植の研究と実用化で世界を先導している。

## 歴史
外科的な手段による乳房の増大方法には、シリコンジェルや生理食塩水を内包する人工バッグを胸に挿入する方法（以下、シリコンバッグ法という）、ヒアルロン酸を注入する方法（以下、ヒアルロン酸法という）、脂肪を移植する方法（以下、脂肪移植法という）がある。
シリコンバッグ法では、所望の容積を確実に確保できる点が利点であるが、人工物を体内に挿入することに伴う合併症や精神的な不安感が惹起される可能性がある。アメリカでは2006年に2つの企業が製造するシリコンバッグについて販売が認可されたが、適切な時期における交換と、定期的な検査が推奨されている。日本では医療機器としての販売を認可されていない。シリコンバッグ法は形や感触が不自然であるという指摘もある。
ヒアルロン酸法は、関節の軟骨や皮膚など広く生体内の細胞外マトリックスに見られる高分子のムコ多糖であるヒアルロン酸を注入するものである。個人差はあるが数か月で体内に吸収されて増量効果が消失する。
脂肪移植法は、乳房に対しては1980年代初頭から散発的に実施されてきた。脂肪移植法は、乳がん診断を妨げる石灰化が生じる可能性や、時間の経過とともに組織増大効果が漸減するなどの問題点が指摘されてきた。
日本では、臨床研究を経て、2006年にCAL™脂肪幹細胞移植が国の認定を受けて実用化された。
これ以降、幹細胞を用いた類似の民間医療が散見されるようになったが、臨床研究を行っておらず、国の認定を受けていないことに対し、日本再生医療学会などが安全性に関わる警鐘を発している。再生医療の健全な発展のためには、医師個人の裁量によるのではなく、国家指針に則り然るべき認定を受けた医療を推進するよう望まれる。

## 脂肪幹細胞移植

### 概要
吸引脂肪から幹細胞を含む細胞群を抽出し、これを移植用脂肪に混合し幹細胞の密度を高めて、乳房や顔などに注入する医療である。脂肪から幹細胞を抽出する技術が加わっている点が旧来の脂肪移植からの改良点である。この結果、極めて自然なふくらみを持つ乳房や、顔のふくよかさが生まれ、これが自己の本物の身体（組織）である点が大きな特長である。因みに、材料となる吸引脂肪は、本人の腹部や大腿部から吸引細管で採取されることが多い。これは脂肪採取の部位に大きな傷が残らない点、痩身効果が期待できる点で、この医療の副次的特長になっている。

### 脂肪幹細胞の抽出技術
脂肪吸引によって得られた回収物に対し、遠心処理を行うことで、回収物を吸引脂肪組織と吸引廃液に二分する。前者は破砕された脂肪組織であり、後者は生理食塩水、血液、組織屑等の混合液である。
この各々から脂肪由来幹細胞を含む細胞群を抽出する。臨床ではこの細胞群を培養せずに使用する。この抽出技術は、日本では特許第4217262号「脂肪組織から幹細胞を調製するための方法およびシステム」として特許が成立しているので参照されたい。
実際の臨床では、脂肪組織の「質」は個人差が大きく、組織屑の多寡、脂肪組織のオイル化の具合、粘度、採取できる脂肪の量等について、各個人まちまちである。従って脂肪から細胞を抽出する工程は機械化が困難で、熟練した技術者の手作業に負うところが大きい。
尤も、脂肪から幹細胞を抽出するこの工程を機械化する試みが世界の幾つかの企業で行われている。しかし回収される細胞の量・質の評価、医療の安全性・有効性の評価を受けて日本の医療機器として認定を受けた装置はまだ出現していない。従って現状では、脂肪幹細胞移植を実施する医療機関は院内にCPC（セル・プロセッシング・センター）と呼ばれる細胞処理室を設けて、細胞処理技術者が細胞の抽出を行っている。脂肪幹細胞移植の普及のためには医療機器として日本で認定を受けた装置の登場が期待される。

### 特徴
脂肪細胞は1.5年乃至は3年の寿命といわれている。しかし脂肪幹細胞が寿命を迎えた脂肪細胞にとってかわりこれを補う。従って脂肪幹細胞が豊富に含まれている乳房はその大きさが変わりにくいと考えられる。特に脂肪注入の過程で脂肪細胞はダメージを受けているので、その寿命が短くなっていると予想される。これが旧来の脂肪注入で増大した乳房が数か月で縮小し、または部分的に硬化する原因ではないかと考えられる。脂肪幹細胞移植は豊富な幹細胞を乳房に移植できるので、ボリュームを維持し、硬化を防ぐ。また幹細胞は血管新生に寄与し、軟らかい乳房の組織の維持に貢献する。

### 幹細胞臨床研究ガイドライン
幹細胞を臨床研究に使用する場合、厚生労働省の定める倫理指針を順守しなければならない。この倫理指針に従い臨床研究を実施し、実用化に進んだ幹細胞移植に「CAL軟部組織増大術」がある。この技術は東京大学がその研究開発をリードしたものである。
幹細胞治療が普及するためには、それぞれの医療機関が本指針に則って臨床研究を実施し医療の安全性と有効性を確認しつつ実用化を進めることが望ましい。しかし現実にはこの指針を無視し、臨床研究を実施することなく、また倫理委員会の意見を聴くことなく、いきなり実際の治療が行われている実態がある。再生医療の健全な発展のためには如何なる医療機関も、ヒト幹細胞を使用する以上は当該倫理指針を順守し、臨床研究を実施し、その成果を評価した後に実用化に進むか否かを判断すべきである。（臨床研究に関する倫理指針）（ヒト幹細胞を用いる臨床研究に関する指針）

### 日本国内の状況
CAL軟部組織増大術が、高度美容外科医療として認められて、実用化されている。美容目的の乳房増大術（バストの抗加齢対策や、漏斗胸の整容的な修正医療を含む）、顔のしわとり、ロンバーグ病の治療、そして乳がんで切除した乳房の再建医療等に適用されている。因みに、高度美容外科医療とは、厚生労働省の告示第362号（2004年9月30日）に言う「高度な技術を用いて行う美容外科医療」を指す。CAL組織増大術を用いた乳房再建は、国税庁の事前確認制度に則って、医療費控除の適用可という判断がなされている。

### 日本国外の状況
米国、中国、タイ等、世界の多くの国々で実用化に向けての取り組みが進んでいる。脂肪は幹細胞が豊富に含まれる組織であり、組織の獲得が比較的に容易なため、今後の研究開発の進展が期待される。日本の民間レベルの技術協力で、CAL組織増大術が中国やタイに技術移転されている。